# ロイ・ウェレンスキー
ラフェル・ウェレンスキー（Raphael Welensky, 1907年1月20日 - 1991年12月5日）は北ローデシアの政治家。ローデシア・ニヤサランド連邦首相（1956年11月2日 - 1963年12月31日）。

## 来歴
ソールズベリー（現ハラレ）で、リトアニア系ユダヤ人の家庭に生まれる。中学卒業後に鉄道技術者となり、その後鉄道労組の指導者として頭角を現す。1938年に北ローデシアから自治領議会の議員として選ばれ北ローデシア労働党を率いるが、ローデシア・ニヤサランド連邦の結成をめぐって本土の労働党と対立し統一連邦党を結成。1956年からは連邦首相となるも、黒人原住民の勢力が増す中で連邦解体を食い止められなかった。
連邦解体後はローデシアに居住し続けたもののイアン・スミス率いるローデシア戦線とは対立し、選挙戦では「アカ」「裏切り者」「弱虫」と誹謗中傷を投げかけられ放題だった。ローデシアがジンバブエとして黒人統治下となると、イギリスへ出国し同地で没した。
| スタブアイコン | サブスタブ | この項目は、まだ閲覧者の調べものの参照としては役立たない、人物に関連した書きかけの項目です。この項目を加筆・訂正などしてくださる協力者を求めています（P:人物伝/PJ:人物伝）。 |